# Du har öppnat vägen
Du har öppnat vägen är en psalm med text och musik skriven 1991 av Tomas Boström och reviderad 1993.

## Publicerad som
- Nr 873 i Psalmer i 90-talet under rubriken "Gemenskapen med Gud och Kristus".